# Ivan Zhuber
Ivan Zhuber pl. Okrog (tudi Čuber, Tschuber), slovenski zdravnik, * 8. december 1790, Gabrje, Novo mesto, † 26. februar 1865, Ljubljana.

## Življenje in delo
Gimnazijo je obiskoval v Novem mestu in Ljubljani (1801–1807), do 1809 je študiral filozofijo v Zagrebu. S študijem medicine je začel na centralni šoli v Ljubljani (1810/1811), nadaljeval na Dunaju, kjer je 1816 doktoriral z disertacijo De phthisi pulmonali. V ljubljanski civilni bolnišnici je bil najprej volonter, nato asistent in namestnik Antona Jeunikerja, od 1819 profesor za teoretično in praktično medicino, od 1834 do ukinitve medikokirurškega zavoda 1851 pa je poučeval le praktično medicino. Od 1830 je bil primarij v deželni splošni bolnišnici in v ljubljanski blaznici (psihiatrična bolnišnica) na Ajdovščini. Leta 1851 je bil imenovan za ravnatelja ljubljanskih dobrodelnih zavodov in 1862 upokojen. Bil je član Kranjske hranilnice (od 1828), Kranjske kreditne družbe (od 1830), ubožne komisije, filharmonične družbe, zgodovinskega društva in dunajskega zdravniškega društva. Leta 1843 je postal ljubljanski mestni svetnik. Prejel je več odlikovanj: 1835 je bil odlikovan z zlatim zaslužnim križcem s krono in 1837 z viteškim križcem saškega reda za civilne zasluge, 1864 je  postal častni meščan Ljubljane, 1865 pa bil nobilitiran (nobiliteta iz lat. nobilatis v pomenu plemstvo kot razred) z nazivom plemeniti Okrog.
Bil je dober pedagog in cenjen praktični zdravnik. Zaslovel je zlasti 1837, ko je uspešno zdravil saškega kralja Friderika Avgusta II., ki je zbolel na botanični ekskurziji v Polhov Gradec. Njegova glavna zasluga je bil vztrajen boj proti širjenju homeopatije v Ljubljani in na Kranjskem. Maja 1848 je bil med podpisniki spomenice z zahtevo po ustanovitvi slovenskega medicinskega študija, ponovni zahtevi novembra istega leta pa se je uprl, češ da je v deželi že dovolj zdravnikov.